# Верх-Четск
Верх-Четск — посёлок в Тюхтетском районе Красноярского края России. Административный центр Верх-Четского сельсовета. Находится на правом берегу реки Четь, примерно в 43 км к северо-северо-западу от районного центра, села Тюхтет, на высоте 157 метров над уровнем моря.

## Население
| 2010 |
| ---- |
| 230  |

Гендерный состав
По данным Всероссийской переписи населения 2010 года 115 мужчин и 115 женщин из 230 чел.
На 2021 год в Верх-Четске проживает 50-70 человек.

## Улицы
Уличная сеть посёлка состоит из 9 улиц.